# Federico Ezquerra
Federico Ezquerra (Gordexola, 10 januari 1909 – Gueñes, 30 januari 1986) was een Spaans wielrenner.

## Wielerloopbaan
Ezquerra wordt beschouwd als de eerste grote Baskische renner in de geschiedenis. Hij behaalde 87 overwinningen in 19 seizoenen. Hij was een goede klimmer met als hoogtepunten zeges in de Ronde van Levante en de Ronde van Catalonië. In 1940 werd hij ook Spaans kampioen op de weg.
In de Ronde van Spanje bleef zijn palmares beperkt tot een etappe in de editie van 1941. In de Ronde van Frankrijk debuteerde Ezquerra in 1934 uitstekend, met een eerste bovenkomst op de Galibier. Zijn beste prestatie leverde hij twee jaar later met een overwinning in de etappe Cannes-Nice op 19 juli 1936, toevalligerwijs dezelfde dag dat de Spaanse Burgeroorlog uitbrak. Ook in deze Tour kwam hij als eerste boven op de Galibier en hij werd derde in het bergklassement.

## Belangrijkste overwinningen
1931
- Eindklassement Ronde van Levante

1933
- Nationaal Kampioenschap baan, Halve Fond, Elite
- 1e etappe Ronde van Levante
- 1e etappe Vuelta a Galega
- 7e etappe Vuelta a Galega
- Eindklassement Vuelta a Galega

1935
- GP de Bilbao
- 8e etappe Ronde van Catalonië

1936
- 11e etappe Ronde van Frankrijk

1938
- GP de Bilbao
- Prueba Villafranca de Ordizia

1940
- Nationaal Kampioenschap op de weg, Elite
- Prueba Villafranca de Ordizia
- Circuito de Getxo

1941
- 13e etappe Ronde van Spanje

1942
- Ronde van Catalonië
- Circuito de Getxo

## Resultaten in voornaamste wedstrijden
| Jaar | Ronde van Italië | Ronde van Frankrijk | Ronde van Spanje |
| ---- | ---------------- | ------------------- | ---------------- |
| 1934 |                  | 19e                 |                  |
| 1935 |                  | opgave              | opgave           |
| 1936 |                  | 17e (1)             |                  |
| 1937 |                  | opgave              |                  |
| 1941 |                  |                     | opgave (1)       |

(*) tussen haakjes aantal individuele etappe-overwinningen